# Гюней, Эрол
Эрол Гюней (тур. Erol Güney, имя при рождении Миша Ротенберг; 29 августа 1914 — 12 октября 2009) — турецко-израильский журналист, переводчик и писатель. Более всего известен своими сделанными в 1940-х годах переводами классических произведений на турецкий язык. В 1950-е годы был депортирован из Турции, в 1956 году эмигрировал в Израиль, жил там вплоть до своей смерти в 2009 году.

## Биография
Родился в Одессе в еврейской семье, после Октябрьской революции эмигрировавшей в Турцию. Там он окончил лицей имени святого Иосифа и Стамбульский университет, где изучал философию. В этот же период он получил гражданство Турции и сменил имя на Эрол Гюней.
В 1940-е годы начал работать в бюро переводов под руководством министра образования Хасана Али Юджеля и писателя Сабахаттина Али. Гюней, владевший турецким, русским, английским и французским языками, перевёл на турецкий язык такие произведения, как «Вишневый сад» Чехова и «Ревизор» Гоголя. Во время работы в бюро переводов Гюней познакомился с Сабахаттином Эюбоглу, Азрой Эрхат, Джахитом Кюлеби, Орханом Вели Каныком, Неджати Джумалы и Мелихом Джевдетом Андаем.
После окончания в Турции периода однопартийного правления и отставки Хасана Али Юджеля бюро переводов стало ненужным, и Гюней сосредоточился на журналистике, он начал работать в «Agence France-Presse». В 1955 году за статью, написанную им о Советском Союзе, был отправлен в Йозгат. Позднее Гюней был лишён гражданства Турции и депортирован во Францию. В 1956 году он эмигрировал в Израиль и поселился в Тель-Авиве.
В Израиле работал журналистом. Писал для издаваемого в Турции еврейского еженедельника «Şalom». В 1980-х годах работал корреспондентом для «Едиот ахронот» в Вашингтоне. Гюнею был запрещён въезд в Турцию до 1990 года, после этого он часто посещал Стамбул.
Был женат на Доре Гюней, она эмигрировала в Израиль вместе с мужем. Супруги были близко знакомы с поэтом Орханом Вели Каныком, он посвятил одно из своих произведений Гюнею и его коту Эдибе. Также у Гюнею была дочь по имени Элеанор от парижанки.
Умер в 2009 году в Тель-Авиве.